# Tianjin Open 2018 - Qualificazioni singolare
Le qualificazioni del singolare femminile del Tianjin Open 2018 sono state un torneo di tennis preliminare per accedere alla fase finale della manifestazione. Le vincitrici dell'ultimo turno sono entrate di diritto nel tabellone principale. In caso di ritiro di una o più giocatrici aventi diritto a queste sono subentrati le lucky loser, ossia le giocatrici che hanno perso nell'ultimo turno ma che avevano una classifica più alta rispetto alle altre partecipanti che avevano comunque perso nel turno finale.

## Teste di serie
1. Veronika Kudermetova (qualificata)
2. Misaki Doi (qualificata)
3. Han Xinyun (ultimo turno)
4. Ankita Raina (ultimo turno)
5. Sabine Lisicki (ultimo turno)
6. Xun Fangying (qualificata)

1. Zhang Yuxuan (qualificata)
2. Barbora Krejčíková (qualificata)
3. Hiroko Kuwata (ultimo turno)
4. Jana Čepelová (qualificata)
5. Zhang Kailin (ultimo turno)
6. Michaela Hončová (primo turno)

## Qualificate
1. Veronika Kudermetova
2. Misaki Doi
3. Jana Čepelová

1. Zhang Yuxuan
2. Barbora Krejčíková
3. Xun Fangying

## Tabellone

### Legenda
| - Q = Qualificato - WC = Wild card - LL = Lucky loser | - ALT = Alternate - SE = Special Exempt - PR = Protected Ranking | - w/o = Walkover - r = Ritirato - d = Squalificato |

### Sezione 1
|  | Primo turno | Primo turno          | Primo turno          | Primo turno | Primo turno |  |  | Ultimo turno | Ultimo turno         | Ultimo turno | Ultimo turno | Ultimo turno |  |
|  |             |                      |                      |             |             |  |  |              |                      |              |              |              |  |
|  | 1           | Veronika Kudermetova | Veronika Kudermetova | 6           | 6           |  |  |              |                      |              |              |              |  |
|  | WC          | Wang Meiling         | Wang Meiling         | 2           | 4           |  |  | 1            | Veronika Kudermetova | 3            | 7            | 4            |  |
|  |             | Yana Sizikova        | Yana Sizikova        | 6           | 6           |  |  |              | Yana Sizikova        | 6            | 67           | 1r           |  |
|  | 12          | Michaela Hončová     | Michaela Hončová     | 4           | 2           |  |  |              |                      |              |              |              |  |

### Sezione 2
|  | Primo turno | Primo turno        | Primo turno        | Primo turno | Primo turno |  |  | Ultimo turno | Ultimo turno | Ultimo turno | Ultimo turno | Ultimo turno |  |
|  |             |                    |                    |             |             |  |  |              |              |              |              |              |  |
|  | 2           | Misaki Doi         | Misaki Doi         | 7           | 6           |  |  |              |              |              |              |              |  |
|  |             | Sabrina Santamaria | Sabrina Santamaria | 65          | 4           |  |  | 2            | Misaki Doi   | Misaki Doi   | 6            | 6            |  |
|  |             | Kang Jiaqi         | 7                  | 0           | 5           |  |  | 11           | Zhang Kailin | Zhang Kailin | 2            | 0            |  |
|  | 11          | Zhang Kailin       | 67                 | 6           | 7           |  |  |              |              |              |              |              |  |

### Sezione 3
|  | Primo turno | Primo turno     | Primo turno     | Primo turno | Primo turno |  |  | Ultimo turno | Ultimo turno  | Ultimo turno  | Ultimo turno | Ultimo turno |  |
|  |             |                 |                 |             |             |  |  |              |               |               |              |              |  |
|  | 3           | Han Xinyun      | Han Xinyun      | 6           | 6           |  |  |              |               |               |              |              |  |
|  |             | Jacqueline Cako | Jacqueline Cako | 4           | 2           |  |  | 3            | Han Xinyun    | Han Xinyun    | 5            | 0            |  |
|  |             | Guo Hanyu       | Guo Hanyu       | 0           | 1           |  |  | 10           | Jana Čepelová | Jana Čepelová | 7            | 6            |  |
|  | 10          | Jana Čepelová   | Jana Čepelová   | 6           | 6           |  |  |              |               |               |              |              |  |

### Sezione 4
|  | Primo turno | Primo turno  | Primo turno  | Primo turno | Primo turno |  |  | Ultimo turno | Ultimo turno | Ultimo turno | Ultimo turno | Ultimo turno |  |
|  |             |              |              |             |             |  |  |              |              |              |              |              |  |
|  | 4           | Ankita Raina | Ankita Raina | 6           | 7           |  |  |              |              |              |              |              |  |
|  | WC          | Zhang Ying   | Zhang Ying   | 4           | 5           |  |  | 4            | Ankita Raina | 7            | 0            | 3            |  |
|  |             | You Xiaodi   | 6            | 2           | 4           |  |  | 7            | Zhang Yuxuan | 5            | 6            | 6            |  |
|  | 7           | Zhang Yuxuan | 4            | 6           | 6           |  |  |              |              |              |              |              |  |

### Sezione 5
|  | Primo turno | Primo turno        | Primo turno        | Primo turno | Primo turno |  |  | Ultimo turno | Ultimo turno       | Ultimo turno | Ultimo turno | Ultimo turno |  |
|  |             |                    |                    |             |             |  |  |              |                    |              |              |              |  |
|  | 5           | Sabine Lisicki     | Sabine Lisicki     | 6           | 6           |  |  |              |                    |              |              |              |  |
|  | PR          | Bojana Jovanovski  | Bojana Jovanovski  | 2           | 1           |  |  | 5            | Sabine Lisicki     | 67           | 7            | 3            |  |
|  | WC          | Liu Yanni          | Liu Yanni          | 1           | 0           |  |  | 8            | Barbora Krejčíková | 7            | 5            | 6            |  |
|  | 8           | Barbora Krejčíková | Barbora Krejčíková | 6           | 6           |  |  |              |                    |              |              |              |  |

### Sezione 6
|  | Primo turno | Primo turno        | Primo turno        | Primo turno | Primo turno |  |  | Ultimo turno | Ultimo turno  | Ultimo turno | Ultimo turno | Ultimo turno |  |
|  |             |                    |                    |             |             |  |  |              |               |              |              |              |  |
|  | 6           | Xun Fangying       | Xun Fangying       | 6           | 7           |  |  |              |               |              |              |              |  |
|  | WC          | Liu Chang          | Liu Chang          | 4           | 63          |  |  | 6            | Xun Fangying  | 6            | 3            | 6            |  |
|  |             | Emily Webley-Smith | Emily Webley-Smith | 3           | 3           |  |  | 9            | Hiroko Kuwata | 2            | 6            | 4            |  |
|  | 9           | Hiroko Kuwata      | Hiroko Kuwata      | 6           | 6           |  |  |              |               |              |              |              |  |